# Teopancaxco
Teopancaxco o Teopancazco es el nombre que se da a los restos de un conjunto habitacional que constituyó uno de los sectores de Teotihuacán, antigua ciudad mesoamericana que floreció entre los siglos II y VI de la era cristiana en el noreste de la cuenca del Anáhuac, en el centro de México. El conjunto se encontraba en la parte sur de la ciudad y forma parte de la zona arqueológica que fue declarada Patrimonio de la Humanidad por Unesco en 1987.

## Toponimia
Teopancaxco es un topónimo de origen náhuatl que quiere decir En la casa del alfarero. En algunas fuentes aparece citado como Teopancazco.

## Características
El conjunto arquitectónico de Teopancaxco tenía una forma casi cuadrada, con un perímetro de aproximadamente 60 m por lado. Estaba destinado al estrato medio-alto de la sociedad teotihuacana. Esto ha sido deducido a partir del tipo de materiales arqueológicos que se han encontrado en la zona, los cuales hablan de un estilo de vida relativamente acomodado. Los vestigios arqueológicos atestiguan que el conjunto de Teopancaxco existió en una época de transición entre las fases Tlamimilolpa y Xolalpan (c. 350 d. C.). La secuencia arqueológica da cuenta de que los habitantes de este conjunto experimentaron un progresivo aumento en su calidad de vida, pues los materiales correspondientes a la fase Tlamimilolpa son más modestos que los más tardíos de la fase Xolalpan. 
Los muros de Teopancaxco estuvieron decorados con una rica policromía en el estilo pictórico teotihuacano. Algunos de ellos corresponden a la representación de procesiones sacerdotales que oficiaban frente a los altares. Varios de estos fueron registrados gráficamente por Adela Breton.

## Exploraciones
El primer conjunto habitacional explorado arqueológicamente en Teotihuacán fue precisamente Teopancaxco. Fue excavado por primera vez por Leopoldo Batres en 1884. En 1997 comenzó otra temporada de investigaciones a cargo de Linda Manzanilla, del Instituto de Investigaciones Antropológicas de la UNAM.